# Höllerbach (Hollerbach)
Der Höllerbach ist ein knapp eineinhalb Kilometer langer  Bach im Odenwald und ein linker und südöstlicher Zufluss des Hollerbaches, der im  hessischen Odenwaldkreis verläuft.

## Geographie

### Verlauf
Der Höllerbach entspringt im Odenwald auf einer Höhe von etwa 353 m ü. NHN östlich von Brensbach-Höllerbach am Südrand eine Nadelwaldes  am Nordosthang des Schludroffs (373,8 m ü. NHN). Er fließt zunächst in nordnordwestlicher Richtung  durch den Nadelwald, richtet dann seine Lauf mehr nach Nordwesten aus, verlässt den Nadelwald und läuft danach durch eine Feuchtwiese am Südrand eines Laubwaldes entlang. Nach der Unterquerung der Breubergstraße mündet schließlich auf einer Höhe von etwa 260 m ü. NHN nordöstlich von der Ortschaft Höllerbach  in den Hollerbach.

### Flusssystem Gersprenz
- Fließgewässer im Flusssystem Gersprenz